# Ричланд (окръг, Уисконсин)
Вижте пояснителната страница за други значения на Ричланд.
Окръг Ричланд (на английски: Richland County) е окръг в щата Уисконсин, Съединени американски щати. Площта му е 1526 km², а населението - 17 924 души (2000). Административен център е град Ричланд Сентър.